# Milot Avdyli
Milot Avdyli (* 28. Juli 2002 in Vushtrria, BR Jugoslawien, heute Kosovo) ist ein kosovarischer Fußballspieler. Der Mittelfeldspieler steht seit Sommer 2025 in Slowenien bei NK Celje unter Vertrag und ist ehemaliger Juniorennationalspieler.

## Karriere

### Verein
Avdyli wurde in Vushtrria geboren und wuchs dort auf. In seiner Jugend spielte er beim KF Kurda. Ab Anfang 2020 stand er beim KF Trepça’89 in der höchsten Liga des Kosovos unter Vertrag. Noch als 17-Jähriger debütierte er dort im Juni 2020 und bestritt saisonübergreifend bis zum Jahresende insgesamt 25 Erstligaspiele, in denen ihm vier Tore sowie fünf Torvorlagen gelangen.
Anfang 2021 bestritt er erfolgreich ein Probetraining beim Schweizer Zweitligisten FC Aarau, der ihn anschließend mit einem Zweijahresvertrag bis 2023 ausstattete. Nach zunächst einem Einsatz in der U18 der Aarauer kam er ab April 2021 in der Endphase der Saison zu sechs Ligaspielen mit der Profimannschaft. In der anschließenden Saison 2021/22 fungierte Avdyli meistens als Ersatzspieler und kam so auf 16 Einsätze in der Liga. In der folgenden Spielzeit 2022/23 konnte er seine Einsatzzeit weiter steigern und sich im Laufe der Saison als regelmäßiger Startelfspieler durchsetzen; sein auslaufender Vertrag wurde daraufhin um zwei weitere Jahre bis 2025 verlängert.
Nach eineinhalb weiteren Spielzeiten als Stammspieler verließ er ein halbes Jahr vor Ablauf seines Vertrages im Januar 2025 den FC Aarau nach rund vier Jahren Zugehörigkeit und wechselte stattdessen zu Worskla Poltawa. Bei dem ukrainischen Erstligisten unterschrieb Avdyli einen Vertrag über zwei Jahre bis Ende 2026 mit anschließender Verlängerungsoption. Bis zum Ende der Saison kam er dort in der Folge zu zehn Einsätzen, ehe der Verein im Sommer 2025 in die Perscha Liha abstieg. Daraufhin verließ Avdyli den Verein nach einem halben Jahr wieder und schloss sich zur Saison 2025/26 dem slowenischen Erstligisten NK Celje an.

### Nationalmannschaft
Avdyli durchlief ab der U15 verschiedene Juniorenauswahlen des kosovarischen Fußballverbands. Ab 2023 gehörte er der U21-Auswahl des Kosovos an und führt diese von März bis Oktober 2024 zuletzt als Kapitän an.